# Roman Abalin
Roman Albertovich Abalin, mais conhecido por seu apelido online NFKRZ, abreviação para "NoFuckerz" é um video blogger, personalidade da internet, jornalista e músico russo. Roman ganhou atenção por seus vlogs sobre a vida cotidiana na Rússia e seu passado soviético, além de arquitetura, infraestrutura e muito mais.
No outono de 2021, ele se mudou de Chelyabinsk para São Petersburgo, onde gravou vários vlogs. Devido ao preocupações de que o serviços de redes sociais fosse banido na Rússia, ele se mudou para Tbilisi, Geórgia em março de 2022 após o início da em grande escala invasão da Ucrânia. Em fevereiro de 2024 mudou-se novamente para Lisboa, Portugal. Roman não regressou à Rússia desde que deixou o país em 2022.